# Kaika Tennō
Kaika Tennō (開化天皇?) fue el noveno emperador del Japón según el orden tradicional de sucesión.

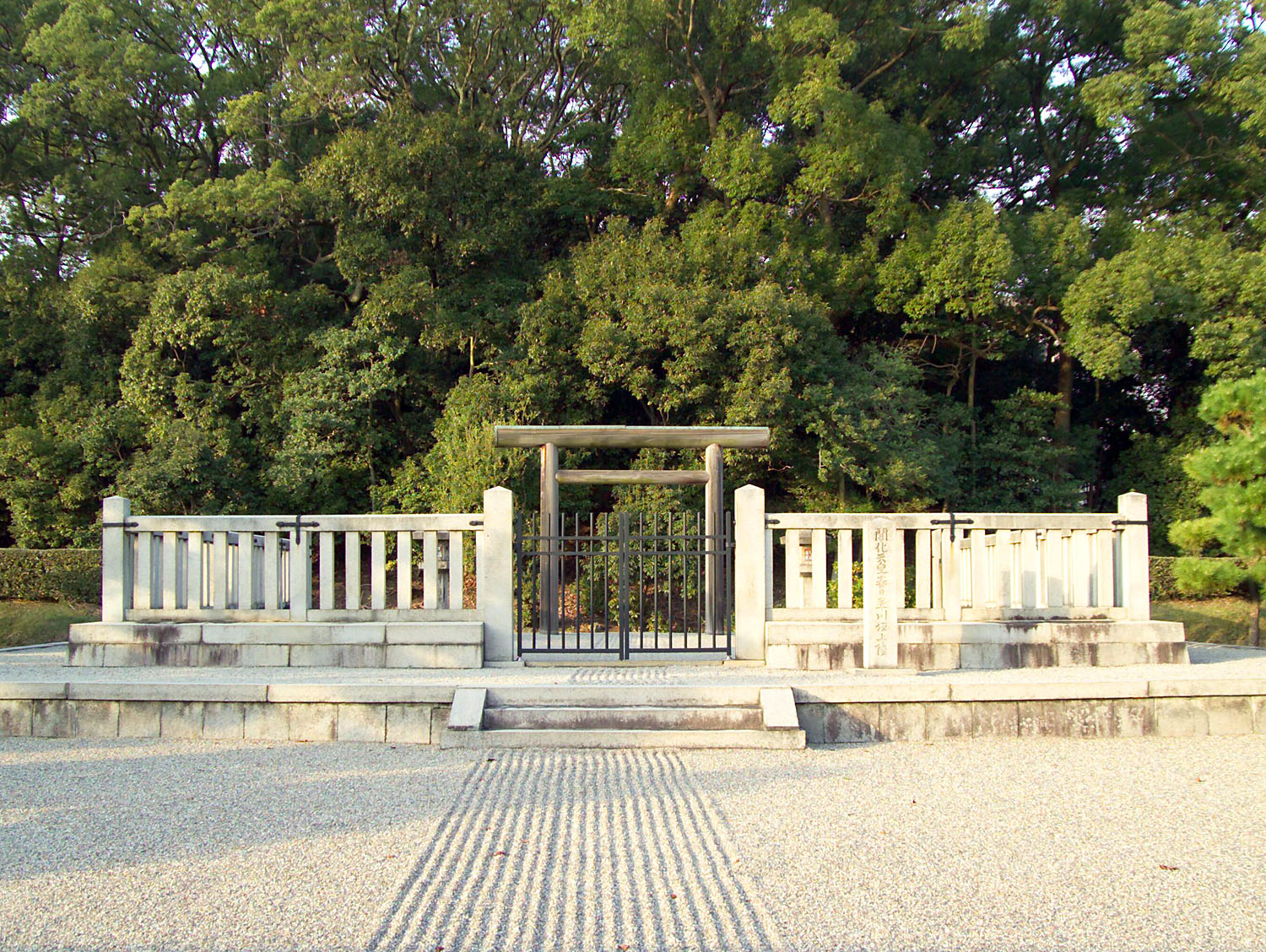
El mausoleo del Emperador Kaika en Nara.

No existen datos claros acerca de este emperador y es conocido por los historiadores como un "Emperador legendario". Fue el último de ocho emperadores sin leyenda. En el Kojiki y el Nihonshoki solo se recogen su nombre y su genealogía. Tradicionalmente se creyó en su existencia durante la historia y se le atribuyó una tumba, pero estudios recientes apoyan la teoría de que esta persona no ha existido. 